# Devianza (statistica matematica)
In statistica matematica la devianza è un indice usato nei test di verifica d'ipotesi.

## Definizione
La devianza di un modello M0, basato sul dataset y, è definita come:
{\displaystyle D(y)=-2{\Big (}\log {\big (}p(y|{\hat {\theta }}_{0}){\big )}-\log {\big (}p(y|{\hat {\theta }}_{s}){\big )}{\Big )}.}
Dove {\displaystyle {\hat {\theta }}_{0}} indica i valori stimati dei parametri nel modello M0, mentre {\displaystyle {\hat {\theta }}_{S}} indica i valori dei parametri nel modello completo. La devianza è quindi uguale a -2 volte la differenza della log-verosimiglianza del modello ridotto rispetto al modello completo, viene utilizzata per confrontare i due modelli (in particolare nel caso di modelli lineari generalizzati) ed ha un ruolo simile alla varianza residua nel caso dell'analisi della varianza nei modelli lineari.
Supponiamo, nel caso di modelli lineari generalizzati, di avere due modelli annidati, M1 e M2, in particolare supponiamo che M1 contenga, oltre ai parametri di M2, altri k parametri. Sotto l'ipotesi principale che M2 sia il vero modello, la differenza tra le devianze dei due modelli segue approssimativamente una distribuzione chi quadrato a k gradi di libertà.